# Poór Imre
Poór Imre (Dunaföldvár, 1823. október 13. – Budapest, 1897. augusztus 20.) orvos, bőrgyógyász, kórházi főorvos, egyetemi tanár, királyi tanácsos, a Magyar Tudományos Akadémia levelező tagja (1864). Korának jelentős bőrgyógyásza, műszavak szótárának szerkesztője, az orvosi érdekvédelmi mozgalmak szervezője, és a magyar orvostörténelem egyik meghatározó alakja.

## Életpályája
Piarista szerzetesként és tanárként kezdte karrierjét. 1843-ig Tatán dolgozott mint gimnáziumi tanár és hitoktató. Botanikával és költészettel is foglalkozott.  Az 1848–49-es szabadságharc idején beállt honvédnak. A szabadságharcban több ütközetben is bátorságról tett tanúságot, mígnem a szőregi ütközetben súlyosan megsebesült és haza kellett térnie. A szabadságharc bukása után kilépett a szerzetesrendből és Rottenbiller Lipót házában dolgozott mint magántanár. 1855-ben orvosi oklevelet szerzett a Pesti Egyetem orvosi karán, ahol Sauer Ignác előadásait is hallgatta. 1857-től tanársegédként dolgozott a pesti belgyógyászati klinikán Sauer irányítása alatt. Mind orvosi pályáján, mind a magánéletében Sauer híve és követője volt.
1857–1859-ig társszerkesztője volt az Orvosi Hetilapnak, amelyben tudományos munkáinak publikálásán túl bírálta azon, a pesti egyetemen tevékenykedő, német szaktanárokat akik a magyar kultúrát "durvának és keletinek" nevezték. Emiatt nézeteltérése támadt Markusovszkyval, a lap szerkesztőjével. 1859-ben a bőrgyógyászat magántanára lett a pesti orvoskaron, amely idő alatt a Rókus Kórház bőrgyógyászati osztályának megszervezője és főorvosa tisztjét is ellátta. 1860–61-ben helyettes tanárként a sebészhallgatóknak a belgyógyászatot adta elő. A budapesti Orvosegyesületnek 1860–62-ig titkára, és 1866–80-ig választmányi tagja volt. A legismertebb munkája a bőrtuberkulózis felismerése és annak gyógyítása volt, bár számos más munkája is jelentősen hozzájárult a magyar bőrgyógyászat előrehaladásához.
1860-ban megalapította a Gyógyászat című folyóiratot, amely ellenfóruma lett a "pesti orvosi iskola" néven ismert orvosi csoportnak és az Orvosi Hetilapnak. Annak ellenére, hogy az új szaklap megalapítása személyes ellentétek miatt történt, a magyar orvostudománynak javára vált a két lap versenye. A lapot 1873-ig egyedül szerkesztette, majd 1873–86-ig Dulácska Gézával (1838–1904).
1863-ban indítványt tett egy segélyegylet alapítására az elhunyt kartársak özvegyeinek és árváinak támogatására, és  ehhez 1000 forint alapítvánnyal azonnal hozzá is járult. Ugyanekkor 100 aranyból álló díjat tűzött ki a legjobb közegészségügyi törvényjavaslatra. A törvény megszületése után e pályadíj azonban tárgytalanná vált, így hát Poór azt a magyar orvosi rend történetét tárgyaló munka jutalmazására tűzte ki. 1864-ben a Magyar Tudományos Akadémia levelező tagjának választotta; 1871-ben egyetemi rendkívüli tanári címet kapott a bőr- és bujakórtan területén.  Sok éven át alelnöke volt a magyar orvosok és természetvizsgálók vándorgyűlése központi választmányának és 1871-ben elnöke lett az aradi nagygyűlésnek. Az egyetemen az 1880-as évek elején beszüntette előadásait és 1888-ban főorvosi állásától is visszalépett. 1888-ban az Uralkodó királyi tanácsosi címmel tüntette ki. Élete végéig a közegészségügy bajnoka maradt.

## Vitái a kollégákkal
Sauer Ignác 1863-ban bekövetkezett halála után a megüresedett professzori széket nehéz volt betölteni egy hasonló kaliberű tanárral. Ugyan először Wágner János professzor került helyére, éveken át folyt a vita, hogy ki a legmegfelelőbb. Balassa és köre élesen szembeszegült Poór Imre jelölésével mert őt arra alkalmatlannak tartották és féltették az egyetem tekintélyét. Poór viszont egy kitűnő bőrgyógyász volt, a Magyar Tudományos Akadémia tagja aki jelentős támogatást élvezett az orvoskaron elsősorban Wachtel Dávid és köre által. 1865-ben végül a kari tanács első helyen Gebhardt Lajost jelölte, második helyen Poór Imrét, és harmadik helyen Korányi Frigyest. Balassa különvéleményben Korányi Frigyest javasolta a tanszék élére. Az uralkodó végül is Balassa véleményét fogadta el, és Korányit nevezte ki.
Heteken át vitriolos cikkek jelentek meg a két rivális szaklapban a két orvoscsoport között, ami folytatódott a kari üléseken is. Poór azzal vádolta Balassát, Markusovszkyt és körüket, hogy magánérdekű klikket alkotnak aminek célja az orvosi gyakorlat anyagi kihasználása és politikai befolyás szerzése.
Poór állást foglalt Semmelweis Ignác gyermekágyi lázról alkotott tanával kapcsolatban is. Abban az időben, a Semmelweis által fölsorakoztatott adatok ellenére is, sok orvostudor és tanár nem találta egyértelműnek, hogy a fertőzést pontosan mi okozza. 1870-ben, tehát Semmelweis halála után, a Budapesti Orvosegylet Semmelweis vitájában Poór Semmelweis tanát a gyermekágyi láz egyik lehetséges okának tartotta. Ez Semmelweis tanával szembehelyezkedő véleménynek számított, és feltehetően nem kis mértékben volt köszönhető annak, hogy Semmelweis az „ellentáborba” tartozott az 1865-ben indult különbözetekben. A vitát lezárandó, Poór külön szakvitát javasolt a gyermekágyi láz aetiológiájáról ahol csak szakorvosok szólalhattak volna föl. Ez a vita azonban elmaradt.

## Főbb művei
- A görvégek (scrofulides), vagyis a görvély okozta bőrbántalmak (Pest, 1860);
- A szükségesb orvosi műszavak deák, magyar, német zsebszótára (Nékám S.-ral, Pest, 1861);
- A bőrfarkas (lupus) oki viszonya a görvélyhez (scrofulosis) (Gyógyászat, 1864);
- Adatok a természet orvosi célszerűségéhez (Akad. Ért., 1865);
- A bőrbetegségek természetes rendszere (Gyógyászat, 1869);
- Sauer Ignác emléke (Pest, 1871); REAL-EOD
- Az iblany hatása bujakórban (Gyógyászat, 1872).
- Emlékbeszéd Flór Ferenc felett (Pest, 1873); REAL-EOD
- A pikkelyeg, psoriasis, isméje és gyógyítása (Gyógyászat, 1875).
- Czélszerű volna-e közegészségi miniszteriumot felállítani? (Államorvos, 1874).

Műveinek teljes listáját Szinnyei József tette közzé: http://mek.niif.hu/03600/03630/html/index.htm